# Araneus sagicola
Araneus sagicola este o specie de păianjeni din genul Araneus, familia Araneidae. A fost descrisă pentru prima dată de Wilhelm Dönitz și Strand, 1906. Conform Catalogue of Life specia Araneus sagicola nu are subspecii cunoscute.